# Al-Dschaghbub
Al-Dschaghbub (arabisch الجغبوب, DMG al-Ǧaġbūb; englisch Jaghbub, italienisch Giarabub, auch: Jarabub) ist eine Oasen-Kleinstadt im Osten Libyens im Munizip al-Butnan mit rund 3000 Einwohnern.

## Lage
Eine Straße verbindet die Oase mit dem 290 km nördlich gelegenen Tobruk. Näher als alle libyschen Siedlungen und Oasen liegt die ägyptische Oasensiedlung Siwa.
Die Wasserversorgung der Oase erfolgt durch fossiles Wasser, das den Anbau von Dattelpalmen ermöglicht.

## Geschichte
Die Oase liegt an einem alten Karawanen- und Pilgerweg. Ab 1856 wurde sie zu einem Zentrum der Senussi-Bruderschaft, nachdem das ursprüngliche Zentrum der Bruderschaft in al-Baida wegen der Angriffe osmanischer Streitkräfte aufgegeben werden musste. Der Sanussiya-Orden hatte im 19. und 20. Jahrhundert in Nordafrika eine große Anhängerschaft und hatte lange Zeit die religiöse, wirtschaftliche und militärische Kontrolle über die Nordost-Sahara inne.
Die Bruderschaft ließ die Stadt mit einer Mauer befestigen und richtete dort eine Koranschule sowie eine Bibliothek ein. Sie wurde bis in die Gegenwart dominiert von dem Grab des Ordensgründers, Sīdī Muḥammad ibn ʿAlī al-Sanūsī al-Kabīr (Muhammad as-Sanussi) (1791–1859), dem Großvater des von Gaddafi abgesetzten König Idris I., der 1859 in Al-Jaghbub starb.
Die italienische Garnison hielt die Oase von Dezember 1940 bis April 1941, als die Briten im Nordafrikafeldzug die Oase eroberten.
Im Libysch-Ägyptischen Grenzkrieg im Juli 1977 wurden Militäranlagen in der Oase von der ägyptischen Luftwaffe angegriffen.
1984 geriet der Ort in das öffentliche Interesse, als die libysche Regierung unter Muammar al-Gaddafi das Grab des Muhammad as-Sanussi sprengen ließ, das als Pilgerstätte der islamisch-orthodoxen Opposition betrachtet wurde.
In der libyschen Februar-Revolution sagte sich al-Jaghbub nach Beschluss einer Stände-Versammlung bereits am 21. Februar 2011, nur 4 Tage nach dem Ausbruch des Aufstands, von der Regierung in Tripolis los.

## Klimatabelle
|                       | Jan  | Feb  | Mär  | Apr  | Mai  | Jun  | Jul  | Aug  | Sep  | Okt  | Nov  | Dez  |   |      |
| Mittl. Tagesmax. (°C) | 19,0 | 20,9 | 25,2 | 29,6 | 34,6 | 38,1 | 38,1 | 37,1 | 35,1 | 30,1 | 24,7 | 21,1 | ⌀ | 29,5 |
| Mittl. Tagesmin. (°C) | 5,1  | 6,2  | 9,0  | 12,8 | 16,7 | 19,7 | 20,4 | 20,7 | 18,8 | 15,5 | 10,6 | 6,5  | ⌀ | 13,5 |
|                       |      |      |      |      |      |      |      |      |      |      |      |      |   |      |
| Niederschlag (mm)     | 12   | 15   | 4    | 10   | 11   | 0    | 0    | 0    | 13   | 10   | 3    | 12   | Σ | 90   |
|                       |      |      |      |      |      |      |      |      |      |      |      |      |   |      |
| Sonnenstunden (h/d)   | 6,9  | 8,4  | 8,6  | 8,5  | 9,9  | 11,0 | 11,9 | 11,7 | 10,1 | 9,2  | 8,5  | 7,0  | ⌀ | 9,3  |
|                       |      |      |      |      |      |      |      |      |      |      |      |      |   |      |
| Luftfeuchtigkeit (%)  | 55   | 54   | 46   | 37   | 33   | 31   | 33   | 40   | 42   | 43   | 50   | 50   | ⌀ | 42,8 |

| 5,1 |

| 6,2 |

| 9,0 |

| 12,8 |

| 16,7 |

| 19,7 |

| 20,4 |

| 20,7 |

| 18,8 |

| 15,5 |

| 10,6 |

| 6,5 |

| 5,1 |

| 6,2 |

| 9,0 |

| 12,8 |

| 16,7 |

| 19,7 |

| 20,4 |

| 20,7 |

| 18,8 |

| 15,5 |

| 10,6 |

| 6,5 |